# Mošeja kralja Huseina bin Talala
Mošeja kralja Huseina Bin Talala, bolj znana kot mošeja kralja Huseina, je največja mošeja v Jordaniji.  Ne gre jo zamenjevati z mošejo Grand Al-Husseini iz leta 1924, znano tudi kot džamija kralja Huseina, v centru Amana.
Mošeja kralja Huseina je bila zgrajena leta 2006 v času kralja Abdulaha II. v Zahodnem Amanu, natančneje v javnih parkih Al Hussein v Ulici kralja Abdulaha II. v bližini medicinskega centra kralja Huseina. Mošeja stoji na nadmorski višini 1013 metrov, zato jo lahko vidimo iz večine delov Amana. Je kvadratna in ima štiri minarete in marmorna tla.
Kralj Abdulah je leta 2012 odprl Muzej preroka (arabsko متحف الرسول, matḥaf ar-rusūl), v katerem so številne relikvije, povezane s prerokom Mohamedom. 

## Opis
Štiri-minaretna mošeja, zgrajena v islamskem arhitekturnem slogu, ima primarno molitveno območje, ki ga zaznamujejo loki, obokani stropi in okraski v slogu Omajadov, izklesani v jordanskem kamnu.
Mihrab je narejen iz redkih vrst lesa, ki so jih v islamskem svetu po 300 letih prvič uporabili. Izdelala ga je ekipa iz islamske umetniške fakultete univerze Balqa in je osrednja točka v mošeji, ki častilce usmerja proti Meki.
Pokrit prostor za molitev, ki ima površino 2000 kvadratnih metrov z 10 metrov visokim obokanim stropom, lahko sprejme 2500 vernikov. Neposredno nad delom zunanje in notranje dvorane je dvokrilno območje v velikosti 350 kvadratnih metrov, namenjeno molilnici za ženske, s kapaciteto 350 vernic.
Pisarne, predavalnice, knjižnica in drugi objekti so v prvem nadstropju mošeje, ki stoji nad parkom vrtov kralja Huseina v soseski Dabouq.

## Galerija
- Zunanjost mošeje
- Zunanjost mošeje
- Zunanjost mošeje
- Zunanjost mošeje
- Vhod
- Glavna stavba
- Notranjost
- Mošeja ponoči.